# Карим Валид
Карим Валид (араб. كريم وليد‎; 8 августа 1997, Каир, Египет) — египетский футболист, полузащитник клуба «Аль-Ахли», выступающий на правах аренды за «Фьючер».

## Клубная карьера
Валид — воспитанник клуба «Аль-Ахли» из своего родного города. В 2014 году для получения игровой практики Карим на правах аренды был отдан в «Харас Эль-Ходуд». В том же году он дебютировал за новую команду в чемпионате Египта. 5 июня 2015 года в поединке ЕНППИ Валид сделал «дубль», забив свои первый голы за «Харас Эль-Ходуд». Летом того же года он на правах аренды выступал за «Вади Дегла». В 2016 году Валид вернулся в «Аль-Ахли». 28 сентября в поединке против своего предыдущего клуба «Вади Дегла» Карим забил свой первый гол за столичную команду. В составе команды он дважды выиграл чемпионат.

## Международная карьера
В 2015 году в составе олимпийской сборной Египта Валид принял участие в Кубке Африки для игроков не старше 23 лет в Сенегале. На турнире он сыграл в матчах против команд Алжира, Нигерии и Мали.
В 2017 году в составе молодёжной сборной Египта Карим принял участие в молодёжном Кубке Африки в Замбии. На турнире он сыграл в матчах против команд Мали, Гвинеи и Замбии. В поединке против замбийцев Валид забил гол.

## Достижения
Командные
 «Аль-Ахли» (Каир)
- Чемпионат Египта по футболу (3) — 2016/2017, 2017/2018, 2018/2019, 2019/2020
- Обладатель Кубка Египта (2) — 2016/2017, 2019/20
- Обладатель Суперкубка Египта (2) — 2017, 2018
- Победитель Лиги чемпионов КАФ(2) — 2020, 2021